# Les Trois peones et le chien
Les Trois peones et le Chien est une suite de quatre planches de la Tauromachie III, (série de quatre pointes sèches sur cuivre), réalisée en 1951 par Jean-Marie Granier à l'époque où le jeune graveur s'était vu offrir un séjour de deux ans à la  Casa de Velázquez, Madrid, en Espagne.

## Contexte
Cette série de gravures a été composée en atelier à partir de dessins. Fortement inspirée de Francisco de Goya et de l'époque révolue où les chiens avaient un rôle dans la corrida, elle rappelle un fait vécu par Granier, un jour où un chien a sauté dans l'arène à la monumental de Madrid. Mais elle fait surtout allusion aux molosses présentés par Goya et par  El Pelele, carton pour tapisserie de Goya où le torero est projeté en l'air comme un pantin.

## Description

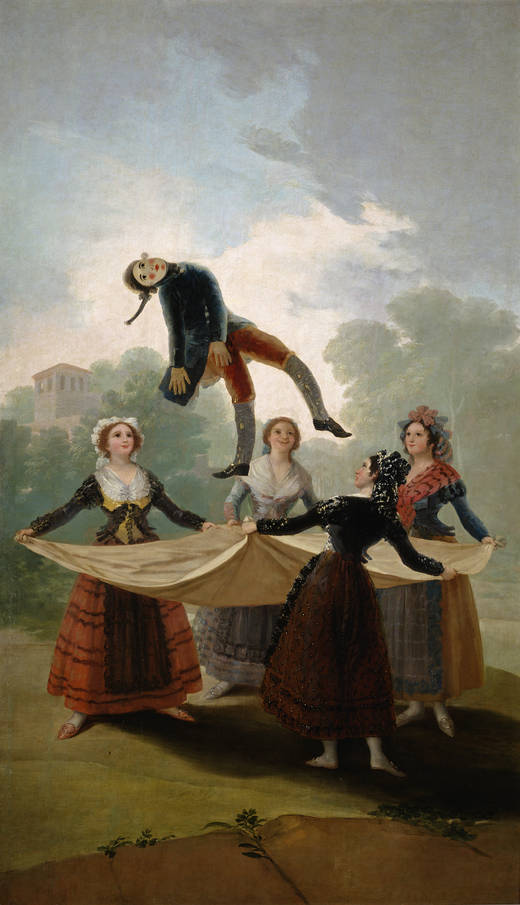
El Pelele de Francisco de Goya dont s'est inspiré Granier

Il existe douze états représentés dans le catalogue de la rétrospective 1983-1984 de l'œuvre complet de Jean-Marie Granier au Musée des beaux-arts de Nîmes, commentées par Pierre Dupuy dans Jean-Marie Granier, l'œuvre gravé tauromachique 1950-1952. Le premier état ne montre que le taureau au centre de la feuille, dans le deuxième apparaît un torero en fuite au troisième arrive le premier péone, puis le deuxième, puis l'arène et les gradins de plus en plus précis au fur et à mesure de la progression des états. Le chien n'apparaît que dans les états onze et douze.
Ces gravures n'étaient que des essais, des approches. Granier devait, à son retour en France, graver une suite de douze burins à partir de ces travaux, ce qu'il  ne fera jamais.
Il existe plusieurs dessins préparatoires : Dessin du toro, et un tirage fait par Ruperez à Madrid.